# Crack Down
Pour les articles homonymes, voir Crackdown (homonymie).
Pour le jeu vidéo de 2007, voir Crackdown.
Crack Down est un jeu vidéo d'action développé par Sega, sorti sur borne d'arcade en 1989. Le jeu a été converti sur Amiga, Amstrad CPC, Atari ST, Commodore 64, DOS, Mega Drive et ZX Spectrum.

## Système de jeu
Crack Down est un jeu de tir à scrolling multidirectionnel en vue de dessus, jouable à deux en simultané via écran splité.
À noter que la version la plus réussie est la version atari ST :
- Elle tient sur 2 disquettes, avec un format de disque de type 11 secteurs par pistes sur 78 pistes + 1 piste de protection

"courte", qui a été écrite avec un lecteur doté d'une vitesse plus lente, ce qui permet d'écrire plus de données.
- Le jeu est doté d'une séquence de fin comme celle de la version du Coin-op System 24.
- Les quelques images et interludes inter-niveaux ont été supprimées.

La version Amiga a été amputée de plusieurs éléments :
- Le jeu tient sur une seule disquette, protégée dans un format MFM, afin de profiter de l'augmentation de la capacité du disque (décodée, la disquette fait 947ko au lieu de 880ko pour un format AmigaDos normal).
- L'intro est amputée de deux images
- Il n'y a pas de séquence de fin, et pire, on ne peut le voir qu'avec la version corrigée de SPS

D'après un magazine anglais, qui interviewait les programmeurs d'ARC developments, ils ont perdu du temps, car SEGA refusait de leur donner accès aux informations technique du hardware system 24. Ceci était compréhensible dans le sens où la disquette au format IBM PC de la machine d'arcade était en partie encryptée liée à un 68000 custom fabriqué par Hitachi. Cela les aurait obligé à donner des informations confidentielles, et à briser le système de protection logiciel et matériel de la carte.
Une fois qu'ils ont pu extraire les graphismes, ils ont fait la version ST, et la version Amiga a essuyé les plâtres, elle a été convertie en très peu de temps avec le résultat que l'on connait.